# Теракты в аэропорту Рима (1973)
Теракты в аэропорту Рима — серия террористических актов, произошедших в понедельник 17 декабря 1973 года в римском Международном аэропорту имени Леонардо да Винчи (Фьюмичино), при этом погибли около 34 человек.
Сначала группа палестинских террористов ворвалась с оружием в терминал аэропорта и устроила там беспорядочную стрельбу, в результате чего погибло 2 человека. Затем боевики выбрались на перрон и подожгли готовящийся к полёту в Бейрут самолёт американской авиакомпании Pan American. В возникшем пожаре всего погибло 32 человека. После этого террористы захватили самолёт немецкой авиакомпании Lufthansa и попутно убили ещё двух человек, прежде чем были взяты под стражу в государстве Кувейт.

## Вторжение в аэропорт
Поздним утром в аэропорт Леонардо да Винчи прибыл пассажирский рейс из Испании. Среди прочих пассажиров на нём были пять лиц, у которых в багаже находилось спрятанное оружие. В 12:51 эта группа достигла барьера безопасности на западном перроне аэропорта, где достала из багажа оружие и далее разделилась на две группы. Первая группа с пистолетами-пулемётами взяла в заложники шесть сотрудников аэропорта и направила их к рампе 14. Другая группа работала в направлении выхода 10. Террористы начали стрельбу в разных направлениях. В результате в здании были выбиты несколько стёкол, а также смертельно ранены двое человек. На самом перроне в это время стояли три самолёта, готовящиеся к вылету: рейс AF142 компании Air France, направляющийся в Бейрут и Дамаск (вылет в 13:25),  рейс LN303 компании Lufthansa, направляющийся в Мюнхен (вылет в 12:35), и рейс PA110 компании  Pan American, направляющийся в Бейрут и Тегеран (вылет в 12:45). Из них троих лишь французский самолёт вылетит вовремя.

## Уничтожение самолёта Pan American
У выхода 10 стоял рейс 110 компании Pan Am, который в этот день выполнял Boeing 707-321B с бортовым номером N407PA (заводской — 18838, серийный — 412, выпущен в 1965 году) и именем Clipper Celestial. Его лётный экипаж состоял из командира Эндрю Эрбека (англ. Andrew Erbeck), второго пилота Роберта Дэвисона (англ. Robert Davison), и бортинженера Кеннета Пфранка (англ. Kenneth Pfrang). В салоне работали 8 человек. По лётной ведомости на борт должны были сесть 166 пассажиров, но фактически в самолёте находились 10 членов экипажа и 59 пассажиров, когда подбежавшие к переднему и кормовому выходам террористы бросили внутрь зажигательные фосфорные гранаты. Заправленные топливные баки воспламенились, вызвав сильный пожар, густой дым от которого быстро заполнил салон. Стюардессы сразу же начали эвакуацию, но 28 пассажиров и стюардесса Диана Перес (англ. Diana Perez) погибли на месте от полученных ожогов. Ещё один пассажир вскоре умер в больнице. Среди погибших пассажиров были все 11 человек из салона первого класса. Также погибли 14 сотрудников Saudi Aramco или члены их семей, жена командира экипажа (Бонни Эрбек (англ. Bonnie Erbeck)) и 4 высокопоставленных представителя из Марокко.

## Угон самолёта Lufthansa
Вторая группа террористов направилась к рейсу 303 немецкой компании Lufthansa. По пути они также взяли в заложники ещё несколько итальянцев, а также двух наземных сотрудников авиакомпании. При попытке взять в заложники 20-летнего итальянского финансиста Антонио Зара (итал. Antonio Zara) тот оказал сопротивление, за что был тут же расстрелян. Рейс 303 в тот день выполнял Boeing 737-130 с бортовым номером D-ABEY (заводской — 19794, серийный — 127, первый полёт — 25 января 1969 года, силовые установки — два турбовентиляторных PW JT8D-7A). На его борту в тот момент находились командир Джо Крёзе (нем. Joe Kroese), второй пилот и две стюардессы. В 13:32 с 4 членами экипажа, 8 заложниками и 5 захватчиками на борту авиалайнер вылетел из Рима и вскоре приземлился в Афинах (Греция).

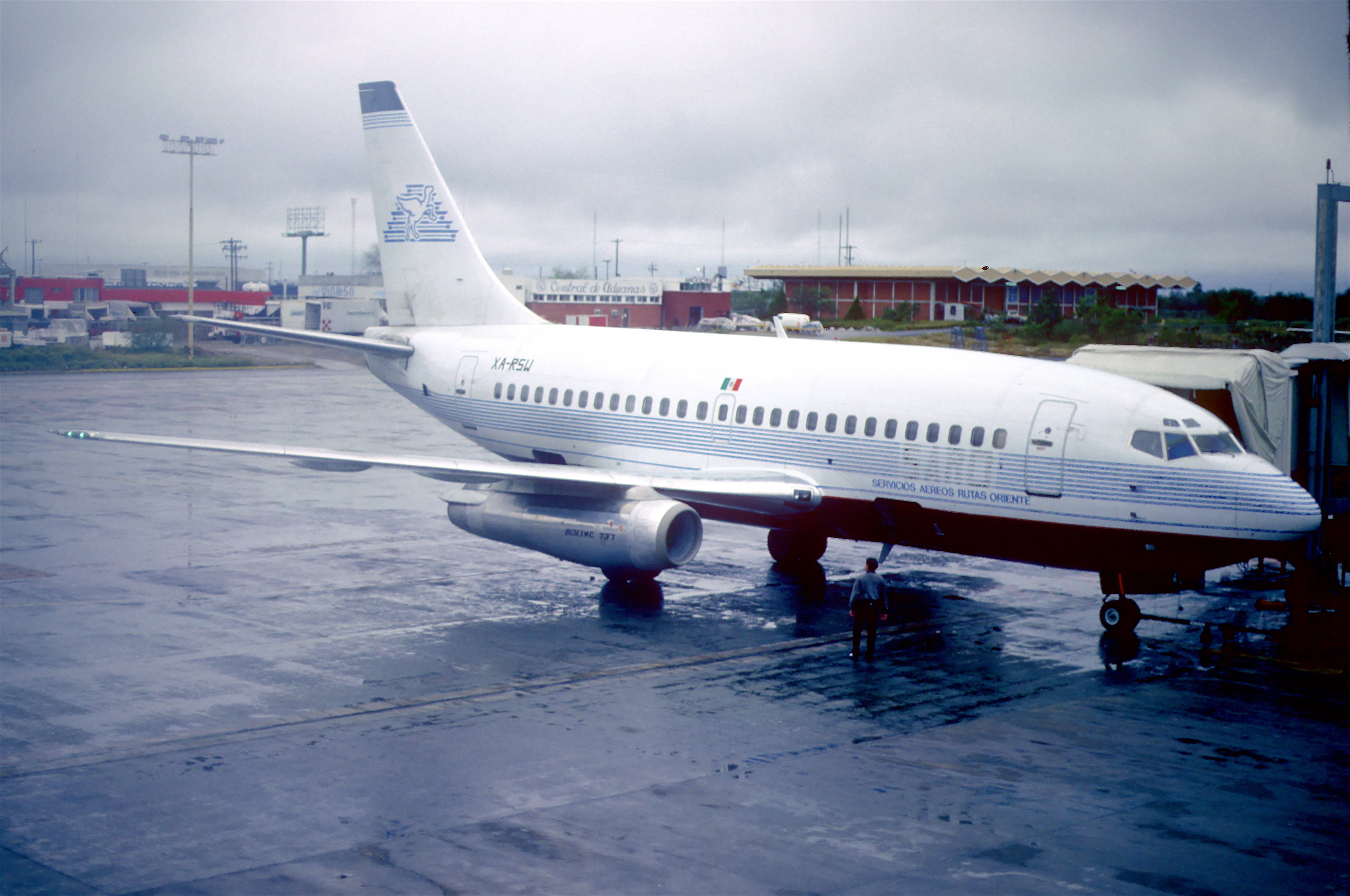
Захваченный самолёт в 1992 году в период работы в SARO (борт XA-RSW)

В Афинах захватчики по радиосвязи потребовали освободить двух палестинских боевиков, ответственных за теракты в аэровокзале Афинского аэропорта. При этом захватчики утверждали, что они убили пятерых заложников, включая второго пилота. На самом деле же был убит только Доменико Ипполити (итал. Domenico Ippoliti) — 21-летний сотрудник ASA. Переговоры с греческими властями оказались безрезультатными, поэтому после 16-часовой стоянки в Афинах, в ходе которой террористы отпустили раненных заложников и выбросили на аэродром тело Ипполити, самолёт вылетел из аэропорта. Следующей остановкой должен был быть Бейрут, но ливанские власти отказались принимать самолёт. Также не разрешил посадку у себя и Кипр. Тогда после уговоров экипаж получил разрешение на посадку в Дамаске.
В аэропорту Дамаска на авиалайнер было погружено продовольствие и топливо. Сирийские власти попытались уговорить захватчиков отпустить заложников, но те отказались. После стоянки в несколько часов самолёт вылетел из Дамаска и направился в Кувейт. Власти Кувейта запретили самолёту садиться у себя, но после длительных переговоров уступили. Уже ночью 18 декабря Боинг приземлился в Кувейтском аэропорту. В Кувейте после переговоров все оставшиеся заложники были освобождены взамен на обеспечение террористам свободного коридора в неизвестном назначении, разрешив им при этом оставить у себя оружие. Через некоторое время террористы были всё-таки задержаны кувейтскими властями, но к суду их привлекать не стали, якобы из-за отсутствия доказательств их вины. В ноябре 1974 года после очередного захвата самолёта, в ходе переговоров все пять боевиков были отпущены. Их дальнейшая судьба неизвестна.